# St. Petersburg Open
Il St. Petersburg Open è stato un torneo di tennis maschile che si disputava annualmente sui campi indoor in cemento del Complesso dello sport e dei concerti Peterburgskij  di San Pietroburgo in Russia dal 1995.
L'edizione del 2020 inizialmente cancellata a causa della pandemia di COVID-19, è stata rimandata ad ottobre e promossa ad ATP 500.
Dal 2021 ritorna in calendario come ATP 250. Nel 2022 l'ATP trasferisce la licenza del torneo all'Almaty Open.
È stato votato dai tennisti come miglior torneo della categoria ATP Tour 250 nel 2015.
Il russo Marat Safin, lo svedese Thomas Johansson, il britannico Andy Murray e il croato Marin Čilić sono gli unici giocatori capaci di vincere il torneo più di una volta nel singolare, mentre il serbo Nenad Zimonjić detiene il record di vittorie, tre, nel doppio.

## Albo d'oro

### Singolare
| Anno             | Vincitore            | Finalista              | Punteggio           |
| ---------------- | -------------------- | ---------------------- | ------------------- |
| 1995             | Evgenij Kafel'nikov  | Guillaume Raoux        | 6–2, 6–2            |
| 1996             | Magnus Gustafsson    | Evgenij Kafel'nikov    | 6–2, 7–6(4)         |
| 1997             | Thomas Johansson (1) | Renzo Furlan           | 6–3, 6–4            |
| 1998             | Richard Krajicek     | Marc Rosset            | 6–4, 7–6(5)         |
| 1999             | Marc Rosset          | David Prinosil         | 6–3, 6–4            |
| 2000             | Marat Safin (1)      | Dominik Hrbatý         | 2–6, 6–4, 6–4       |
| 2001             | Marat Safin (2)      | Rainer Schüttler       | 3–6, 6–3, 6–3       |
| 2002             | Sébastien Grosjean   | Michail Južnyj         | 7–5, 6–4            |
| 2003             | Gustavo Kuerten      | Sargis Sargsian        | 6–4, 6–3            |
| 2004             | Michail Južnyj       | Karol Beck             | 6–2, 6–2            |
| 2005             | Thomas Johansson (2) | Nicolas Kiefer         | 6–4, 6–2            |
| 2006             | Mario Ančić          | Thomas Johansson       | 7–5, 7–6(2)         |
| 2007             | Andy Murray (1)      | Fernando Verdasco      | 6–2, 6–3            |
| 2008             | Andy Murray (2)      | Andrej Golubev         | 6–1, 6–1            |
| 2009             | Serhij Stachovs'kyj  | Horacio Zeballos       | 2–6, 7–6(8), 7–6(7) |
| 2010             | Michail Kukuškin     | Michail Južnyj         | 6–3, 7–6(2)         |
| 2011             | Marin Čilić (1)      | Janko Tipsarević       | 6–3, 3–6, 6–2       |
| 2012             | Martin Kližan        | Fabio Fognini          | 6–2, 6–3            |
| 2013             | Ernests Gulbis       | Guillermo García López | 3–6, 6–4, 6–0       |
| 2014             | Non disputato        | Non disputato          | Non disputato       |
| 2015             | Milos Raonic         | João Sousa             | 6–3, 3–6, 6–3       |
| 2016             | Alexander Zverev     | Stan Wawrinka          | 6–2, 3–6, 7–5       |
| 2017             | Damir Džumhur        | Fabio Fognini          | 3–6, 6–4, 6–2       |
| 2018             | Dominic Thiem        | Martin Kližan          | 6–3, 6–1            |
| 2019             | Daniil Medvedev      | Borna Ćorić            | 6–3, 6–1            |
| ↓ ATP Tour 500 ↓ |                      |                        |                     |
| 2020             | Andrej Rublëv        | Borna Ćorić            | 7–6(5), 6–4         |
| ↓ ATP Tour 250 ↓ |                      |                        |                     |
| 2021             | Marin Čilić (2)      | Taylor Fritz           | 7–6(3), 4–6, 6–4    |

### Doppio
| Anno             | Vincitori                                      | Finalisti                          | Punteggio           |
| ---------------- | ---------------------------------------------- | ---------------------------------- | ------------------- |
| 1995             | Martin Damm Anders Järryd                      | Jakob Hlasek Evgenij Kafel'nikov   | 6–4, 6–2            |
| 1996             | Evgenij Kafel'nikov (1) Andrej Ol'chovskij (1) | Nicklas Kulti Peter Nyborg         | 6–3, 6–4            |
| 1997             | Andrej Ol'chovskij (2) Brett Steven            | David Prinosil Daniel Vacek        | 6–4, 6–3            |
| 1998             | Nicklas Kulti Mikael Tillström                 | Marius Barnard Brent Haygarth      | 3–6, 6–3, 7–6(3)    |
| 1999             | Jeff Tarango Daniel Vacek                      | Menno Oosting Andrei Pavel         | 3–6, 6–3, 7–5       |
| 2000             | Daniel Nestor (1) Kevin Ullyett                | Thomas Shimada Myles Wakefield     | 7–6(5), 7–5         |
| 2001             | Denis Golovanov Evgenij Kafel'nikov (2)        | Irakli Labadze Marat Safin         | 7–5, 6–4            |
| 2002             | David Adams Jared Palmer                       | Irakli Labadze Marat Safin         | 7–6(8), 6–3         |
| 2003             | Julian Knowle (1) Nenad Zimonjić (1)           | Michael Kohlmann Rainer Schüttler  | 7–6(1), 6–3         |
| 2004             | Arnaud Clément Michaël Llodra                  | Dominik Hrbatý Jaroslav Levinský   | 6–3, 6–2            |
| 2005             | Julian Knowle (2) Jürgen Melzer                | Jonas Björkman Maks Mirny          | 4–6, 7–5, 7–5       |
| 2006             | Simon Aspelin Todd Perry                       | Julian Knowle Jürgen Melzer        | 6–1, 7–6(3)         |
| 2007             | Daniel Nestor (2) Nenad Zimonjić (2)           | Jürgen Melzer Todd Perry           | 6–1, 7–6(3)         |
| 2008             | Travis Parrott Filip Polášek                   | Rohan Bopanna Maks Mirny           | 3–6, 7–6(4), [10–8] |
| 2009             | Colin Fleming (1) Ken Skupski                  | Jérémy Chardy Richard Gasquet      | 2–6, 7–5, [10–4]    |
| 2010             | Daniele Bracciali Potito Starace               | Rohan Bopanna Aisam-ul-Haq Qureshi | 7–6(6), 7–6(5)      |
| 2011             | Colin Fleming (2) Ross Hutchins                | Michail Elgin Aleksandr Kudrjavcev | 6–3, 6(5)–7, [10–8] |
| 2012             | Rajeev Ram Nenad Zimonjić (3)                  | Lukáš Lacko Igor Zelenay           | 6–2, 4–6, [10–6]    |
| 2013             | David Marrero Fernando Verdasco                | Dominic Inglot Denis Istomin       | 7–6(6), 6–3         |
| 2014             | Non disputato                                  | Non disputato                      | Non disputato       |
| 2015             | Treat Conrad Huey Henri Kontinen (1)           | Julian Knowle Alexander Peya       | 7–5, 6–3            |
| 2016             | Dominic Inglot Henri Kontinen (2)              | Andre Begemann Leander Paes        | 4–6, 6–3, [12–10]   |
| 2017             | Roman Jebavý Matwé Middelkoop                  | Julio Peralta Horacio Zeballos     | 6–4, 6–4            |
| 2018             | Matteo Berrettini Fabio Fognini                | Roman Jebavý Matwé Middelkoop      | 7–6(6), 7–6(4)      |
| 2019             | Divij Sharan Igor Zelenay                      | Matteo Berrettini Simone Bolelli   | 6–3, 3–6, [10–8]    |
| ↓ ATP Tour 500 ↓ |                                                |                                    |                     |
| 2020             | Jürgen Melzer Édouard Roger-Vasselin           | Marcelo Demoliner Matwé Middelkoop | 6–2, 7–6(4)         |
| ↓ ATP Tour 250 ↓ |                                                |                                    |                     |
| 2021             | Jamie Murray Bruno Soares                      | Andrej Golubev Hugo Nys            | 6–3, 6–4            |